# Karel Knittl
Karel Knittl (4. října 1853, Polná – 17. března 1907, Praha) byl český hudební skladatel, dirigent a hudební pedagog.

## Život a činnost
Karel Knittl se narodil 4. října 1853 v Polné. Jeho hudební talent jej brzy zavedl do Prahy na slavnou varhanickou školu, kterou absolvoval v roce 1873 a později zde také vyučoval. Jako hudební pedagog vyučoval především hudební nauku a harmonii, zabýval se melodikou a své bádání zveřejnil v knize Nauka o skladbě homofonní. Kromě hudebního talentu měl i talent literární. V době, kdy politika zasahovala do všech oborů, se jako hudební referent Národních listů přidal do tábora Mladočechů. Své často polemické kritiky psával i do Vlčkovy Osvěty.
Stal se sbormistrem ve své době nejslavnějšího a nejprestižnějšího zpěváckého spolku v Čechách – pražského Hlaholu (1877-1890 a 1897-1901). Knittlova éra byla poznamenána velkolepými dirigentskými výkony. Nejvíce se ale proslavil svým působením na pražské konzervatoři, kde se ještě vyučovalo ve dvou zemských jazycích, němčině a češtině. Ředitelem pražské konzervatoře se stal roku 1904, ale již předtím za Antonína Dvořáka vykonával funkci administrativního ředitele. Byl to právě on, kdo připravil reorganizaci výuky – byl tvůrcem podrobně propracovaných učebních plánů, které s dodatky a úpravami sloužily několika generacím. Zavedl pro posluchače pedagogická cvičení pro budoucí učitele hudby a zahájil éru výuky historické hudby, především komorních skladeb.
Sám se věnoval také skladbě, složil mnoho písní, sborů a církevních zpěvů, ale byl poměrně málo tištěn. O práci pedagoga nejlépe hovoří úspěchy jeho žáků, mezi které patřil Vítězslav Novák, Jaroslav Kocian, Jaroslav Křička a celá řada úspěšných hudebníků.
Zemřel v Praze 17. března 1907 a pohřben je na Olšanských hřbitovech.